# Universität Lleida

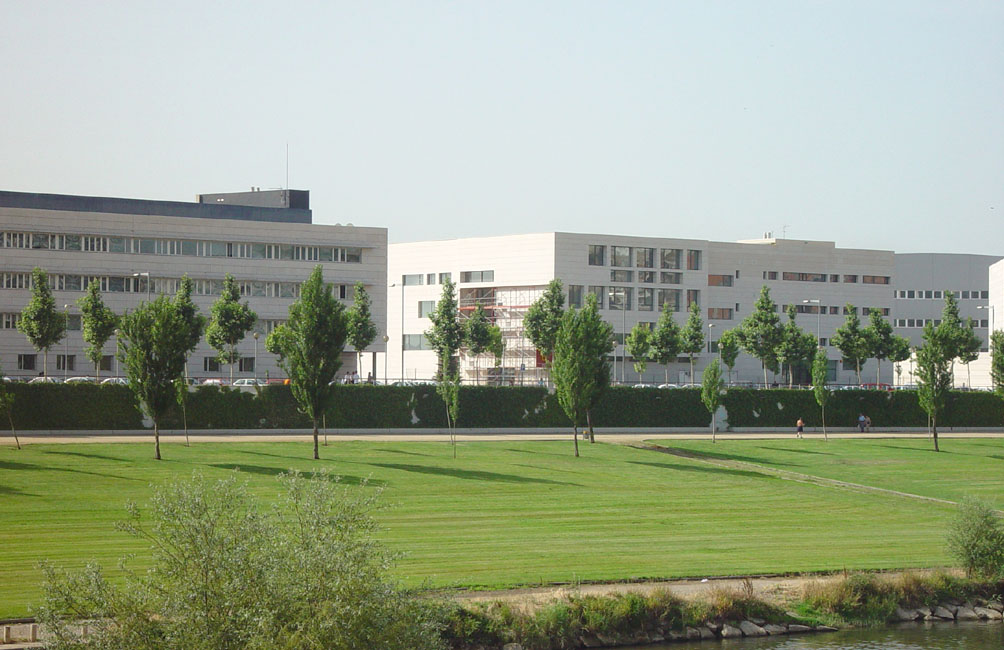
Neuer Campus

Die Universität Lleida (kurz UdL, katalanisch Universitat de Lleida) ist eine Universität im katalanischen Lleida im Nordosten Spaniens. Sie wurde zwischen 1297 und 1301 gegründet und 1717 durch ein königliches Gesetz (Real Cédula) geschlossen. Am 12. Dezember 1991 wurde sie wieder eröffnet.
Das Studium Ilerdense war die älteste Universität im Herrschaftsgebiet der Könige von Aragón und eine der ältesten auf der iberischen Halbinsel. Nachdem Bonifaz VIII. 1297 seine Zustimmung erteilt hatte, realisierte Jakob II. von Aragón in Zusammenarbeit mit der Stadt Lleida die Errichtung, die wohl 1301 abgeschlossen war.
Seit September 2023 führt die Universität Lleida die Akkreditierung der Studiengänge des Institut d’Arquitectura Avançada de Catalunya (IAAC) durch.